# Essor Basque
La Essor Basque es una carrera ciclista amateur por etapas francesa compuesta por carreras que se disputa en el departamento de Pirineos Atlánticos, en el mes de febrero.
Se comenzó a disputar en 1975. Casi todas sus carreras han sido amateurs por ello la mayoría de ganadores han sido franceses, excepto la Route du Pays Basque y la Ronde du Pays Basque que llegaron a ser profesionales en alguna edición aislada dentro de la categoría 1.5 (última categoría del profesionalismo) y además la Route du Pays Basque fue de categoría 1.6 (máxima categoría para carreras amateurs) en 1998.
Tiene una estructura similar a la Challenge Ciclista a Mallorca siendo cada carrera una competición independiente que pueden cambiar de fecha, trazado y nombre de un año para otro, aunque a diferencia de ella optan a la victoria en la general todos los ciclistas ya que la general no se computa por tiempos sino por puntuación por lo que se puede renunciar a carreras sin renunciar a la victoria final.

## Palmarés

### Palmarés de los trofeos

#### Les Boucles de l'Essor
| Año  | Ganador             | Segundo            | Tercero              |
| ---- | ------------------- | ------------------ | -------------------- |
| 2012 | Christophe Goutille | Nicolas Mourel     | Warren Barguil       |
| 2013 | Olivier Le Gac      | Jarno Gmelich      | Clement Saint-Martin |
| 2014 | Liam Bertazzo       | Paolo Simion       | Oliviero Troia       |
| 2015 | Yoän Vérardo        | Romain Campistrous | Romain Combaud       |
| 2016 | Cyrille Patoux      | Thibault Ferasse   | Mickaël Larpe        |
| 2017 | Yoän Vérardo        | Romain Campistrous | David Casillas       |
| 2018 | Valentin Ferron     | Mathieu Burgaudeau | Florian Maître       |

#### Circuit de l'Adour
| Año  | Ganador           | Segundo          | Tercero             |
| ---- | ----------------- | ---------------- | ------------------- |
| 2010 | Julien Antomarchi | Anton Samokhalov | Yoann Bagot         |
| 2011 | Damien Le Fustec  | Thomas Lebas     | Sylvain Blanquefort |

#### Route du Pays Basque
En negrita: edición profesional.
| Año       | Ganador          | Segundo              | Tercero              |
| --------- | ---------------- | -------------------- | -------------------- |
| 1988      | Fabian Pantaglou | Jean-Marc Manfrin    | Pello Ruiz Cabestany |
| 1989      | Roland Le Clerc  | Vjatjeslav Djavanian | Michel Larpe         |
| 1990-1997 | No se disputó    | No se disputó        | No se disputó        |
| 1998      | Bjarke Nielsen   | Frédéric Delalande   | Svein Gaute Hølestøl |
| 1999      | Vincent Templier | Jérôme Gannat        | Philippe Koehler     |
| 2000      | No se disputó    | No se disputó        | No se disputó        |
| 2001      | Camille Bouquet  | Stéphane Petilleau   | Samuel Gicquel       |
| 2002      | Sylvain Calzati  | Dioni Galparsoro     | Laurent Paumier      |
| 2003      | Eric Berthou     | Charles Guilbert     | Christophe Dupouey   |

#### Circuit de la Nive
| Año       | Ganador                | Segundo          | Tercero                    |
| --------- | ---------------------- | ---------------- | -------------------------- |
| 1993      | Bandera de ?           | Lauri Aus        | Bandera de ?               |
| 1994-2000 | No se disputó          | No se disputó    | No se disputó              |
| 2001      | Gilles Canouet         | Guillaume Judas  | Christophe Dupouey         |
| 2002      | Sylvain Calzati        | Lilian Jégou     | Jean-François Jegou        |
| 2003      | Jesus Salvador Vilchez | Sebastien Bordès | Dominique Rault            |
| 2004      | Christophe Thébault    | Julien Loubet    | Vincent Cantero y Grijelmo |
| 2005      | David Le Lay           | Noan Lelarge     | Jean-Luc Delpech           |
| 2006      | Stéphane Bonsergent    | Jean-Luc Delpech | Ivan Seledkov              |
| 2007      | David Le Lay           | Giovanni Carini  | Andrey Klyuev              |
| 2008      | Paolo Tomaselli        | Julien Foisnet   | Vitaly Buts                |
| 2009      | Johan Mombaerts        | Jean Mespoulède  | Jonathan Thiré             |

#### Le Circuit de l'Essor
| Año  | Ganador                       | Segundo            | Tercero         |
| ---- | ----------------------------- | ------------------ | --------------- |
| 2012 | Samuel Plouhinec              | Mickaël Larpe      | Mathieu Chiocca |
| 2013 | Samuel Plouhinec              | Luc Tellier        | Mickaël Larpe   |
| 2014 | Liam Bertazzo                 | Paolo Simion       | Bruno Armirail  |
| 2015 | Julien Loubet                 | Erwann Corbel      | Cyrille Patoux  |
| 2016 | Yoann Paillot                 | Mathias Le Turnier | Yoän Vérardo    |
| 2017 | Anulada por mala meteorología |                    |                 |
| 2018 | Mathieu Burgaudeau            | Marlon Gaillard    | Valentin Ferron |

#### La Route de l'Atlantique
| Año  | Ganador            | Segundo            | Tercero             |
| ---- | ------------------ | ------------------ | ------------------- |
| 2001 | Frédéric Delalande | Igor Pavlov        | Stéphane Conan      |
| 2002 | Christophe Dupouey | Guillaume Judas    | Cory Lange          |
| 2003 | Anthony Langella   | Samuel Gicquel     | Christophe Guillome |
| 2004 | Gaizka Lejarreta   | Samuel Gicquel     | Olivier Nari        |
| 2005 | Noan Lelarge       | Sébastien Duret    | Andrey Pchelkin     |
| 2006 | Sergey Kolesnikov  | Yuri Trofimov      | Maxim Gourov        |
| 2007 | Giovanni Carini    | Fabien Rey         | Óscar Pujol         |
| 2008 | Samuel Plouhinec   | Fabien Rey         | Stéphane Reimherr   |
| 2009 | Adrian Kurek       | Egor Lutkovich     | Romain Hardy        |
| 2010 | Steven Le Vessier  | Fabien Fraissignes | Benoît Sinner       |
| 2011 | Emmanuel Kéo       | Stéphane Reimherr  | Fabrice Léguevaques |
| 2012 | Warren Barguil     | Fabien Fraissignes | Steven Le Vessier   |
| 2013 | Pierre Bonnet      | Alexandre Deletang | Rudy Barbier        |
| 2014 | Alexis Villain     | Loic Chetout       | Jordan Levasseur    |

#### Tour de Basse Navarre
| Año  | Ganador            | Segundo            | Tercero              |
| ---- | ------------------ | ------------------ | -------------------- |
| 2010 | Benoit Sinner      | Jean-Luc Delpech   | Remi Badoc           |
| 2011 | Meven Lebreton     | Jean Mespoulede    | Mickael Queiroz      |
| 2012 | Julien Lobet       | Nicolas Mouret     | Christophe Goutille  |
| 2013 | Stephane Reimherr  | Romain Le Roux     | Clement Saint-Martin |
| 2014 | Julien Loubet      | Bruno Armirail     | Loic Chetout         |
| 2015 | Yoän Vérardo       | Romain Campistrous | Quentin Pacher       |
| 2016 | Élie Gesbert       | Erwann Corbel      | Yoän Vérardo         |
| 2017 | Romain Campistrous | Benjamin Thomas    | Yoann Paillot        |
| 2018 | Romain Campistrous | Thomas Acosta      | Morne van Niekerk    |

#### Ronde du Pays Basque
En negrita: edición profesional.
| Año       | Ganador              | Segundo              | Tercero                 |
| --------- | -------------------- | -------------------- | ----------------------- |
| 1984      | Michel Larpe         | René Bajan           | Bernard Pineau          |
| 1985      | Roland Le Clerc      | Laurent Pillon       | Frédéric Guédon         |
| 1986      | Pascal Andorra       | Laurent Landelle     | Dominique Le Bon        |
| 1987      | Éric Gibeaux         | Frédéric Gallerne    | Paweł Bartkowiak        |
| 1988      | Lawrence Roche       | Dominique Le Bon     | Philippe Lauraire       |
| 1989      | Pavel Tonkov         | Jean-Louis Hamon     | Viatcheslav Djavanian   |
| 1990      | Thomas Bay           | Gilles Mas           | Werner Nijboer          |
| 1991      | Didier Champion      | Gilles Eckert        | Iñaki Aiarzaguena       |
| 1992      | Jon Odriozola        | Imanol Muharza       | David Cook              |
| 1993      | Christophe Lanxade   | Didier Virvaleix     | Rodolfo Meneghetti      |
| 1994      | Stéphane Pétilleau   | Pascal Galtier       | Pierre Diotel           |
| 1995      | Thierry Bricaud      | Stéphane Conan       | Éric Frutoso            |
| 1996      | Jean-Philippe Rouxel | Thierry Bricaud      | Pierre Elias            |
| 1997      | Stéphane Conan       | Hugues Ané           | Éric Frutoso            |
| 1998      | Bjarke Nielsen       | Frédéric Delalande   | Sven-Gaute Holestol     |
| 1999      | Vincent Templier     | Jérôme Gannat        | Eddy Lembo              |
| 2000      | Laurent Paumier      | Gaël Perry           | Hugues Ané              |
| 2001      | Camille Bouquet      | Stéphane Petilleu    | Samuel Gicquel          |
| 2002      | Éric Berthou         | Charles Guilbert     | Christophe Dupouey      |
| 2003-2005 | No se disputó        | No se disputó        | No se disputó           |
| 2006      | Charles Guilbert     | Sébastien Duret      | David Le Lay            |
| 2007      | Stéphane Bonsergent  | Giovanni Carini      | Florian Vachon          |
| 2008      | Vitaly Buts          | Samuel Plouhinec     | Pierre Cazaux           |
| 2009      | Morgan Chedhomme     | Niels Brouzes        | Samuel Plouhinec        |
| 2010      | Julien Antomarchi    | Dmitry Samokhvalov   | Yannick Marie           |
| 2011      | Omar Fraile          | Émilien Viennet      | Thomas Lebas            |
| 2012      | Dimitri Le Boulch    | Warren Barguil       | Petr Vakoč              |
| 2013      | Samuel Plouhinec     | Mickael Larpe        | Simon Gouedard          |
| 2014      | Loic Chetout         | Pierre Lebreton      | Jauffrey Betouigt Suire |
| 2015      | Vincent Colas        | Guillaume De Almeida | Thomas Girard           |
| 2016      | Samuel Plouhinec     | Mickaël Larpe        | Boris Orlhac            |
| 2017      | Romain Campistrous   | Bastien Duculty      | Yoann Paillot           |
| 2018      | Clément Saint-Martin | Jérémy Bellicaud     | Matthieu Jeannès        |

#### Boucles de la Soule
| Año  | Ganador              | Segundo             | Tercero          |
| ---- | -------------------- | ------------------- | ---------------- |
| 2003 | Frédéric Lecrosnier  | Christophe Guillome | Guiller Canouet  |
| 2004 | Marc Staelen         | Sébastien Duret     | Romain Brochet   |
| 2005 | Alexander Khatuntsev | Charles Guilbert    | Julien Marcuz    |
| 2006 | David Le Lay         | Sebastien Duret     | Antoine Dalibard |
| 2007 | Charles Guilbert     | David Le Lay        | Antoine Dalibard |
| 2008 | Vitaly Buts          | Paolo Tomaselli     | Samuel Plouhinec |
| 2009 | Jonathan Thiré       | Johan Mombaerts     | Samuel Plouhinec |
| 2010 | Yoann Bagot          | Johan Le Bon        | Yannick Marié    |
| 2011 | Thomas Bouteille     | Maxime Daniel       | Thomas Lebas     |

#### Trophée de l’Essor
| Año  | Ganador           | Segundo                | Tercero                  |
| ---- | ----------------- | ---------------------- | ------------------------ |
| 2006 | Sergey Kolesnikov | Yuri Trofimov          | Alexander Khatuntsev     |
| 2007 | ?                 | ?                      | ?                        |
| 2008 | Romain Sicard     | Damien Branaa          | Julien Schick            |
| 2009 | Samuel Plouhinec  | Nicolas Edet           | Carl Naibo               |
| 2010 | Anton Samokhvalov | Mathieu Desniou        | Maxime Martin            |
| 2011 | Rudy Molard       | Jean Mespoulède        | Sylvain Blanquefort      |
| 2012 | Julien Loubet     | Warren Barguil         | Guillermo Lana           |
| 2013 | Luc Tellier       | Damien Branaa          | Sebastien Fournet-Fayard |
| 2014 | Julien Loubet     | Loic Chetout           | Samuel Plouhinec         |
| 2015 | Jordan Levasseur  | Loïc Herbreteau        | Romain Campistrous       |
| 2016 | Samuel Plouhinec  | Flavien Maurelet       | Jean Mespoulède          |
| 2017 | Kévin Le Cunff    | Miguel Ángel Fernández | Théo Vimpère             |
| 2018 | Maxence Moncassin | Morne van Niekerk      | Stefan Bennett           |

### Palmarés de la general (Essor Basque)
| Año  | Ganador              | Segundo          | Tercero                 |
| ---- | -------------------- | ---------------- | ----------------------- |
| 2011 | Jean Mespoulede      | Rudy Molard      | Sylvain Blanquefort     |
| 2012 | Warren Barguil       | Julien Loubet    | Samuel Plouhinec        |
| 2013 | Samuel Plouhinec     | Mickael Larpe    | Alexandre Deletang      |
| 2014 | Loic Chetout         | Julien Loubet    | Jauffrey Betouigt Suire |
| 2015 | Romain Campistrous   | Jordan Levasseur | Guillaume De Almeida    |
| 2016 | Samuel Plouhinec     | Mickaël Larpe    | Yoän Vérardo            |
| 2017 | Romain Campistrous   | Yoann Paillot    | Jimmy Raibaud           |
| 2018 | Clément Saint-Martin | Thomas Acosta    | Morne Van Niekerk       |